# 하루노 히요리
하루노 히요리(일본어: 春野 日和 はるの ひより[*])는 일본의 성우이다. 주로 성인게임에서 활동했으나 현재는 은퇴했다.

## 출연작

### OVA
2002년
- 월양염(유키노 후타바)

2003년
- 스이카(이름 없는 소녀)

### 게임
2000년
- Aries (노노무라 타에코)

2001년
- 사피즘의 현창 (코)
- 스이카 (이름없는 소녀)
- 월양염 (유키노 후타바)
- 이즈모(미나세 나나미, 타마모)
- Infantaria (마이쉐라 크리스틴)

2002년
- 바이너리 포트 (카와나카지마 사토미)
- Wind -a breath of heart- PC판 (하루카제 미나모)
- D.C. 다카포 (아마카세 미하루, 우타마루)
- D.C. White Season ~다카포 화이트 시즌~ (아마카세 미하루, 우타마루)